# Конрад Байер
Конрад Байер (на немски: Konrad Bayer) е австрийски писател.

## Биография
Конрад Байер прави опит да се приобщи в консервативна Австрия към литературния авангард и да го съживи за творчество. Както в Германия след Втората световна война, така и в Австрия владее дух на обезвереност и съмнения каква литература изобщо е възможно да се чете, след като по време на националсоциализма големи художествени направления са били смятани за „изродени“, отчасти са погубени, а пропагандираната някога нацистка литература е напълно нежелана. Предпочитат се класически произведения, понеже изглеждат политически безобидни.

## Творчество
Авангардистките текстове, които Конрад Байер създава, въздействат изключително провокативно. Авангардистката и експериментална литература си поставя за цел да разчупи езиковите клишета и по този начин да освободи съзнанието от мисловните навици.
Байер е в приятелски отношения с писатели като Освалд Винер, Герхард Рюм, Ханс Карл Артман и Фридрих Ахлайтнер, с които се запознава във виенския артистичен кръг „Art Club“. От 1954 до 1960 г. те изграждат сдружението Виенска група. Предимно „Art Club“ се превръща в сцена за различни хепънинги, в които – често без предварително обмислена програма – на първо място се провокира публиката в дадаистичен стил.
Съответно тези представления често водят до скандали и намесата на полицията. В много от общите начинания с единомислещи писатели Конрад Байер представя свои творби – лирика, литературни монтажи и дадаистични нонсенс-текстове, които днес въздействат най-вече комично и четенето им причинява само интелектуално удоволствие. Зад фрагментирането на прозата и светогледа на Конрад Байер прозира желанието да се разкрият нови, магически взаимовръзки в действителността.

## Смърт
Конрад Байер се самоубива на 10 октомври 1964 г. след едно четене в Група 47, при което представените от него творби са посрещнати извънредно критично.

## Произведения
- der stein der weisen (Traktat), 1963
- der sechste sinn (unvollendeter Roman)
- der kopf des vitus bering (Romanmontage)
- scheissen und brunzen (Lyrik)
- kasperl am elektrischen stuhl (Theaterstück)
- edition 62. H.1 und 2. Maria Saal, Wien 1962. Hrsgg. von K. Bayer und G. Lampersberg (Literaturzeitschrift)

## Творби за театър
- Диалози:
- entweder: verlegen noch einmal zurück oder: visage-a-visage in der strassenbahn
- ein abenteuer des lion von belfort
- der mann im mond. Napoleon oder wer weiss?
- (david) kean vom londoner shakespearetheater in seiner glanzrolle vom könig non plus ultra
- abenteuer im weltraum
- die vögel
- der see (1)
- der see (2)
- diskurs über die hoffnung
- guten morgen
- 17. jänner 1962
- x-te nummer (singspiel)
- 300 menschen
- une show royale (szenarium)
- die erschreckliche comoedie vom braven lukas (szenarium und bruchstücke)
- die pfandleihe
- der löwe zu belfort (bruchstück)
- qui & qua. schauspiel in fünf aufzügen (fragment)
- das tote kind in der wiege
- herr tanaka
- sprachlose sätze

Премиерата на повечето диалози се състои при първото и второто кабаре на Виенската група на 6 декември 1958 г. и 15 април 1959 г.
- Пиеси:
- die begabten zuschauer, 1961
- bräutigall & anonymphe, 1963
- kasperl am elektrischen stuhl, 1968
- der analfabet, 1969
- der berg, 1969
- die boxer, 1971
- idiot, 1972
- die pfandleihe, 1988

Заедно с Герхард Рюм
- kosmologie, 1961
- der fliegende holländer, 1961
- sie werden mir zum rätsel, mein vater, 1968
- der schweissfuss, 2004